# 藍花丹
藍花丹，又名蓝花矶松、花绣球、蓝茉莉、藍雪花，藍雪科半灌木植物。夏天的时候，蓝花丹会开浅蓝色的花儿。原产於非洲南部，在世界各地被廣泛地作為观赏植物而栽種。
种名auriculata意为耳形的。

## 画廊

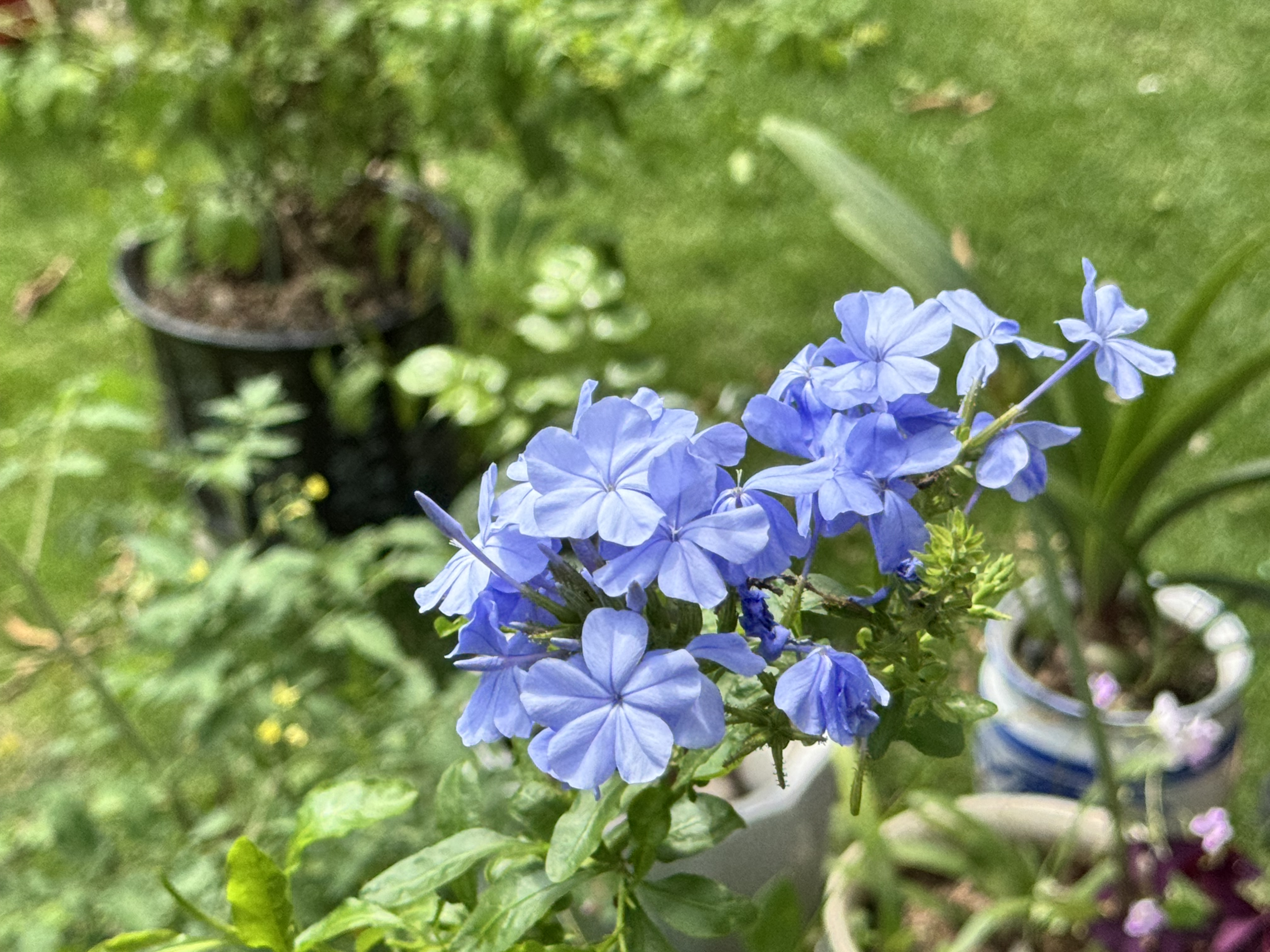
摄于广东珠海
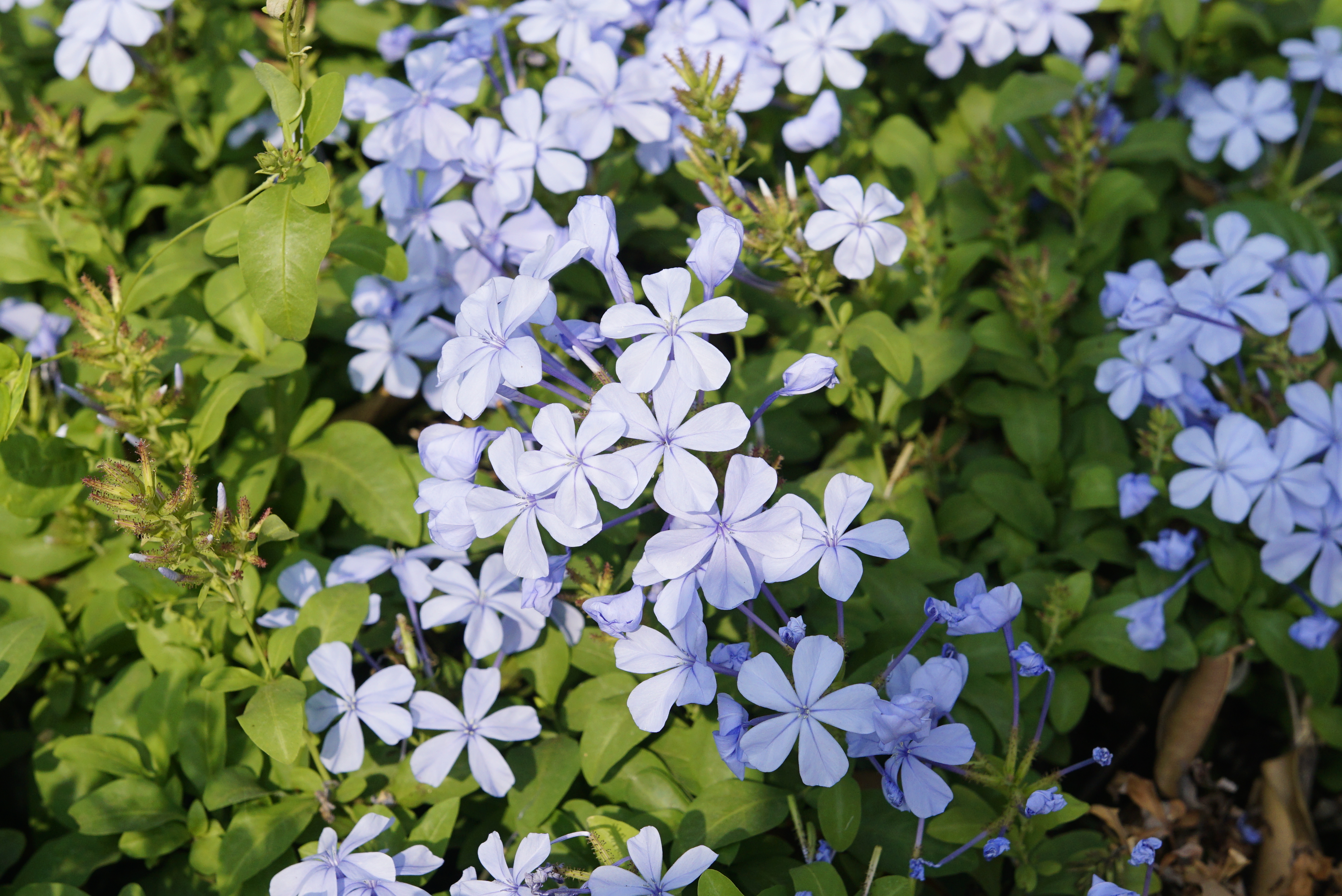
摄于印度班加罗尔
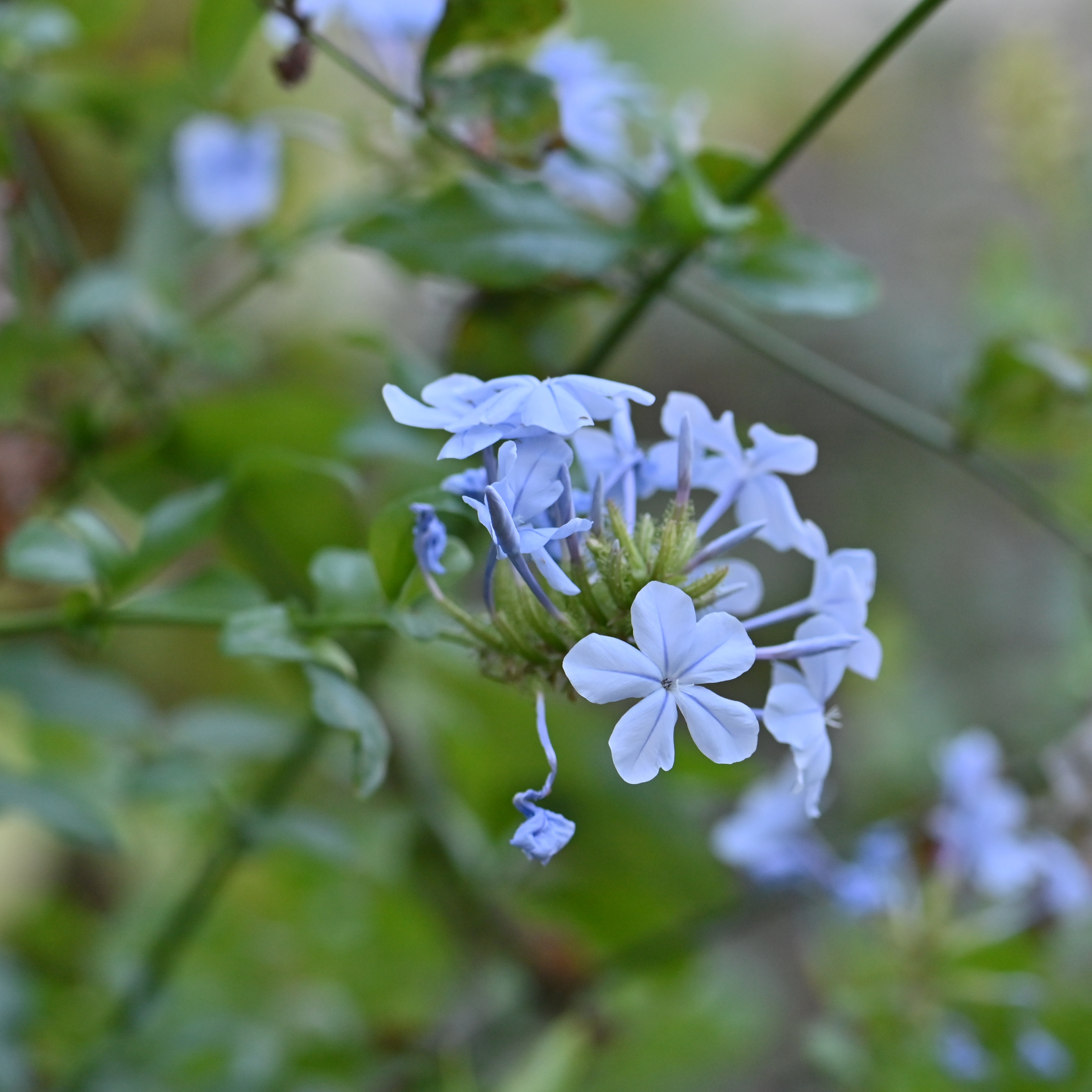
摄于日本茨城县
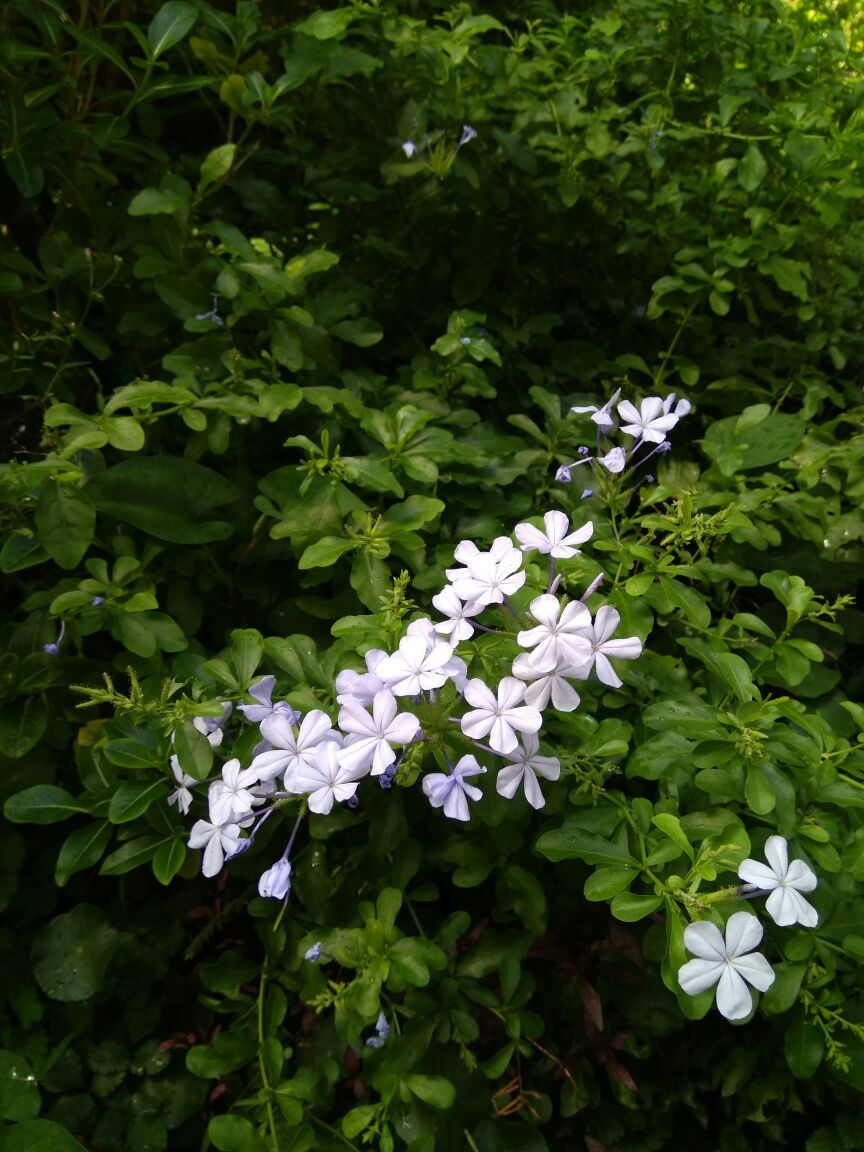
摄于新加坡
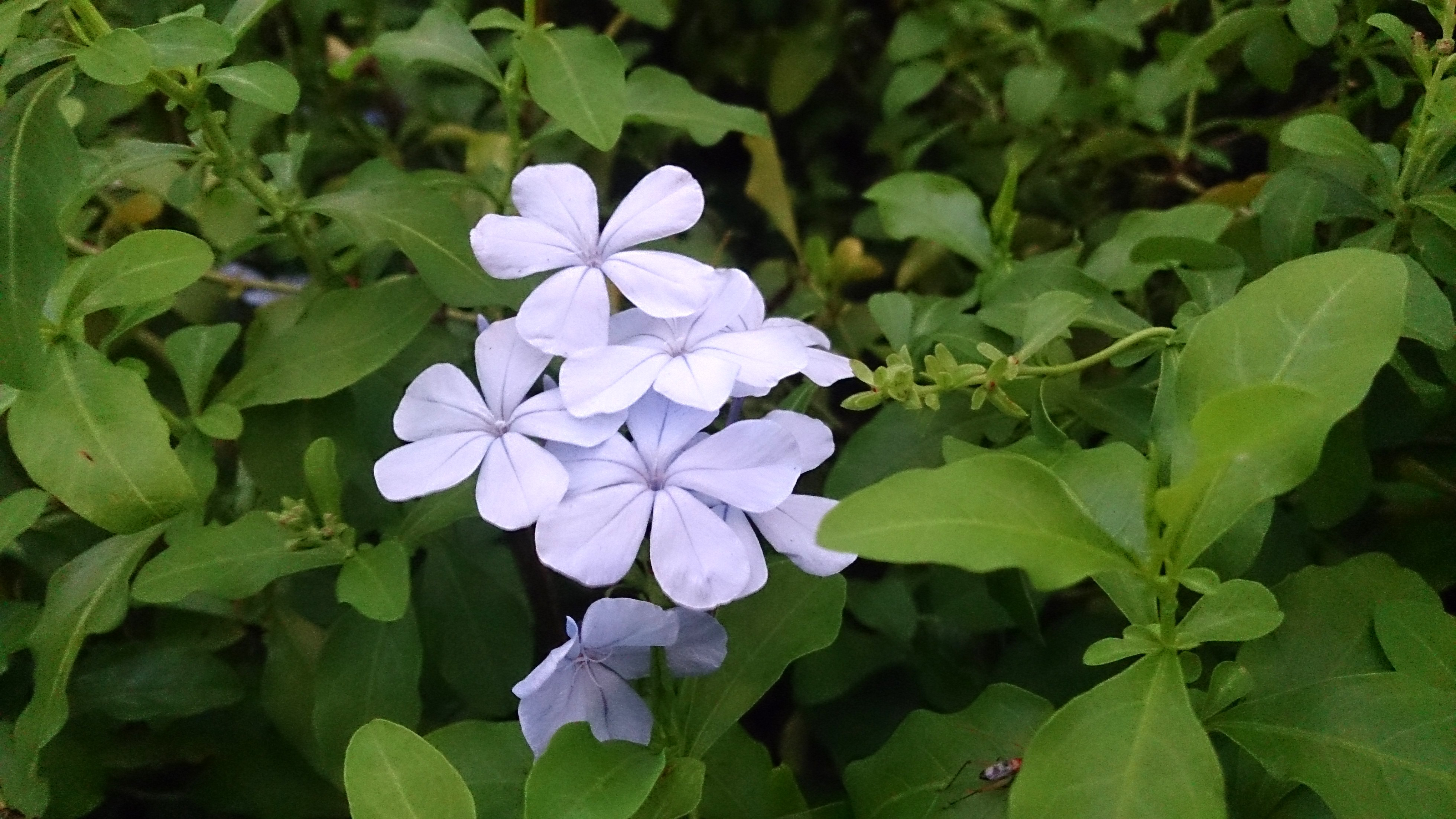
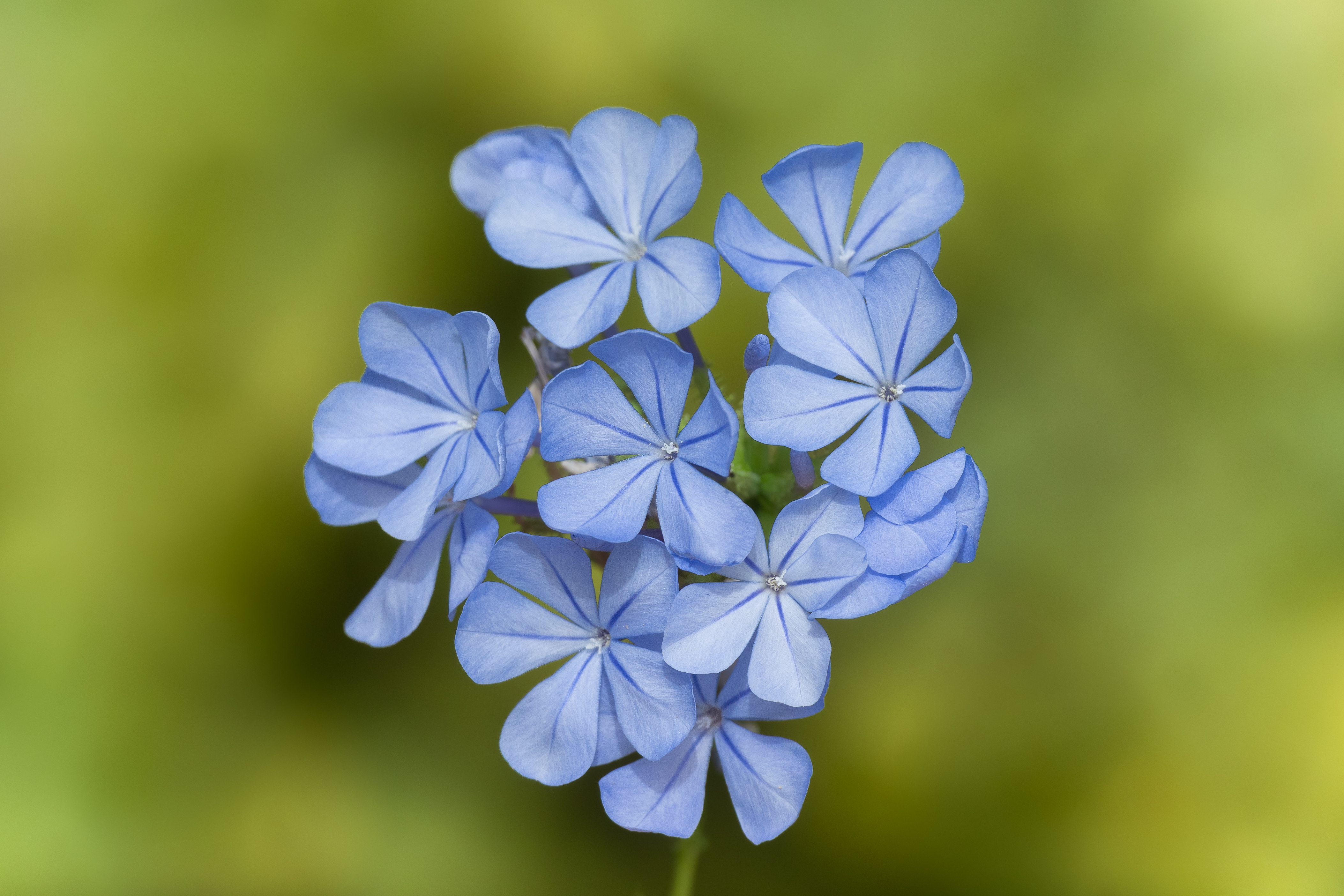